# Les Pallargues
Les Pallargues és una entitat de població i capital del municipi dels Plans de Sió a la comarca de la Segarra. El 2018 tenia 103 habitants. Situat a la dreta del riu Sió, al voltant de l'antic castell de les Pallargues, que es conserva en bon estat i té una notable arcada gòtica a la façana. El 1307 pertanyia al comte d'Urgell, posteriorment en tingué la senyoria el marquès d'Argençola.
El municipi comprenia els pobles de Pelagalls, Sisteró i Mont-roig de Segarra, els antics termes i masies de Queralt de Meca i Golonor, el despoblat de Claret i l'antiga quadra de Talarn. El 1974 li fou agregat el municipi de l'Aranyó i adoptà el nom oficial dels Plans de Sió.